# Seven Stones

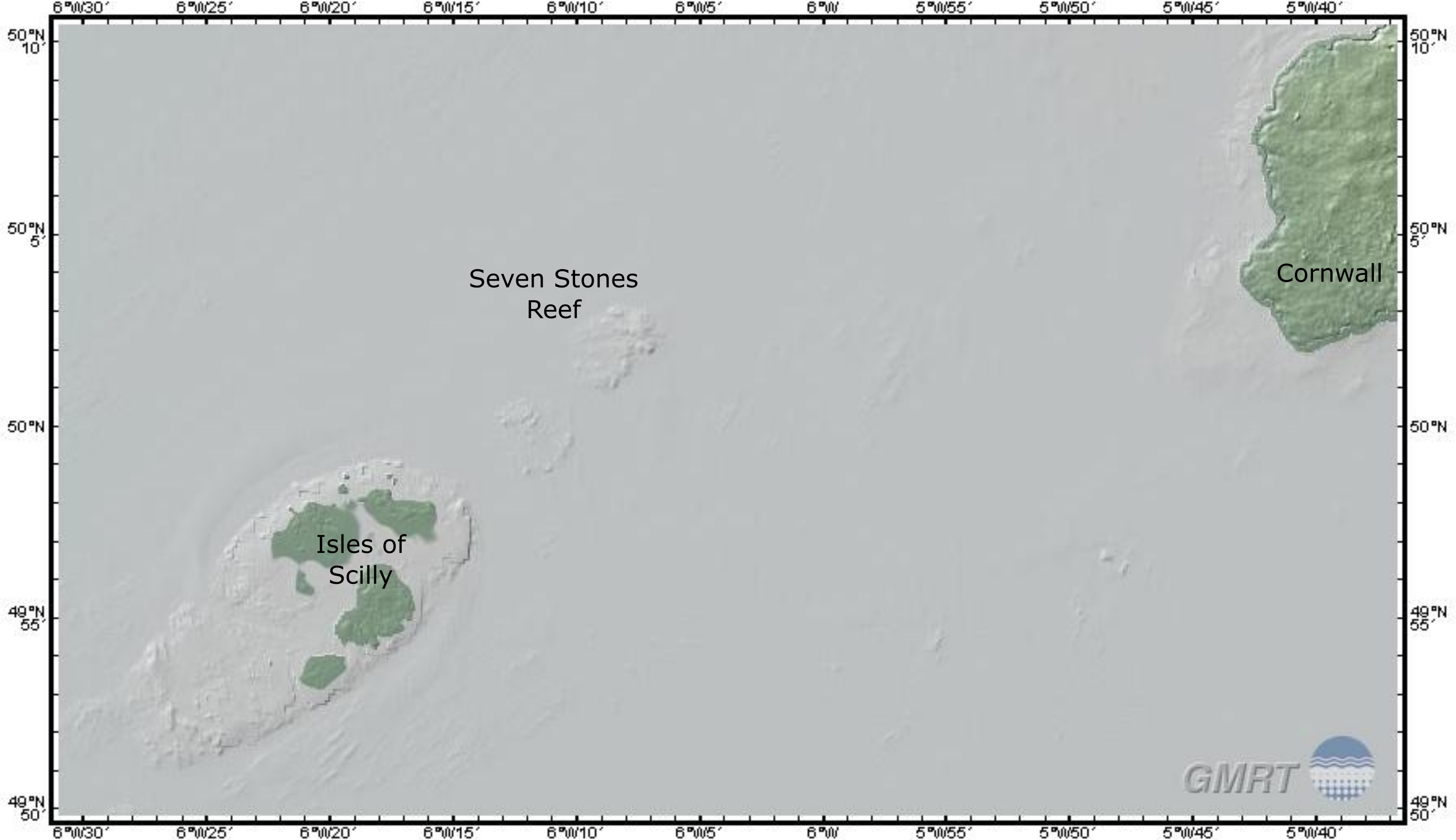
Położenie skał

Seven Stones — (Siedem kamieni) grupa podwodnych skał (50°03’N, 6°04’W) położona między wyspami Scilly a wybrzeżem Kornwalii – Wielka Brytania. 
Skały te stały się areną pierwszej i największej katastrofy ekologicznej na wodach okalających Europę, kiedy to 18 marca 1967 uderzył w nie supertankowiec Torrey Canyon, powodując rozlanie ropy naftowej na wielkim obszarze zanieczyszczając plaże Kornwalii i Normandii.